# Coral Ars Nova
O Coral Ars Nova, também conhecido como Ars Nova–Coral da UFMG, é um tradicional coro brasileiro, ligado à Universidade Federal de Minas Gerais (UFMG), e o mais premiado do país.

## História
Criado em 1959 com o nome original de Coral da União Estadual de Estudantes de Minas Gerais (UEE) ou Coral Estudantil, em 1964 foi absorvido pela Universidade Federal de Minas Gerais e estruturado como uma atividade de extensão.
Foi regido pelo maestro e compositor Carlos Alberto Pinto Fonseca por 41 anos (de outubro de 1962 até sua aposentadoria compulsória, em junho de 2003); assumiu a regência por convite do Maestro Sergio Magnani, então titular do Coro da UEE.
Carlos Alberto entrou para o Ars Nova em 1961, quando o grupo ainda se chamava Coral Estudantil, e foi quem sugeriu a mudança do nome para Ars Nova: "Sugeri novo nome para o coral em 64, pois possibilitava interpretações diferentes: ao mesmo tempo que Ars Nova significa arte nova, é também uma referência ao período da história da música em que se começou a compor coral com três ou quatro vozes".
É o grupo coral brasileiro que mais prêmios obteve no país e no exterior.
Após 2003 o maestro Rafael Grimaldi, até então regente auxiliar, assumiu o posto de regente titular do Coral Ars Nova da UFMG, tendo falecido durante um ensaio em julho de 2008.
A partir de 2013, o Ars Nova–Coral da UFMG esteve sob a regência e coordenação da maestrina Iara Fricke Matte, com foco no repertório dos períodos renascentista, barroco e contemporâneo. Em 2016, o coral foi o vencedor do Troféu JK de Cultura e Desenvolvimento de Minas Gerais na categoria Música Coral e terceiro lugar na categoria coro misto no 34.º Festival Internacional de Música de Cantonigròs.
Lincoln Andrade passa a reger o coral a partir de 2017. A proposta central é promover o acesso e a divulgação da arte de música coral, além de incentivar a composição musical contemporânea.